# Osen
Osen là một đô thị hạt Trøndelag, Na Uy. Nó là một phần của khu vực Fosen. Trung tâm hành chính của đô thị này là làng Steinsdalen. Osen là một trong hai đô thị Na Uy mà không có bất cứ người nhập cư không phải người phương Tây đến thời điểm ngày 1 tháng 1 năm 2008. [2]
Đô thị Osen được thành lập ngày 01 tháng 6 năm 1892 khi các đô thị cũ của Bjørnør được chia thành ba khu đô thị. Dân số ban đầu của Osen là 1.575. Ranh giới thành phố không thay đổi từ đó.
Đô thị (ban đầu là một giáo khu) được đặt tên theo nông Osen cũ (tiếng Na Uy cổ: OSS), do nhà thờ đầu tiên được xây dựng ở đó. Cái tên trùng với từ "một cửa" có nghĩa là "miệng của một dòng sông" (ở đây Steinselva). Osen ("các O") là một hình thức sau hữu hạn của óss.